# 维普夫拉塔尔
维普夫拉塔尔（德語：Wipfratal，發音：[ˈvɪpfʁaˌtaːl]，意为“维普夫拉河谷”）是德国图林根州伊尔姆县曾经的一个市镇，面积49.91平方千米，2017年12月31日人口为2,907人。2019年1月1日，维普夫拉塔尔并入市镇阿恩施塔特。